# Caesetius globicoxis
Caesetius globicoxis är en spindelart som först beskrevs av Lawrence 1942.  Caesetius globicoxis ingår i släktet Caesetius och familjen Zodariidae. Inga underarter finns listade.